# Tschuwaschen

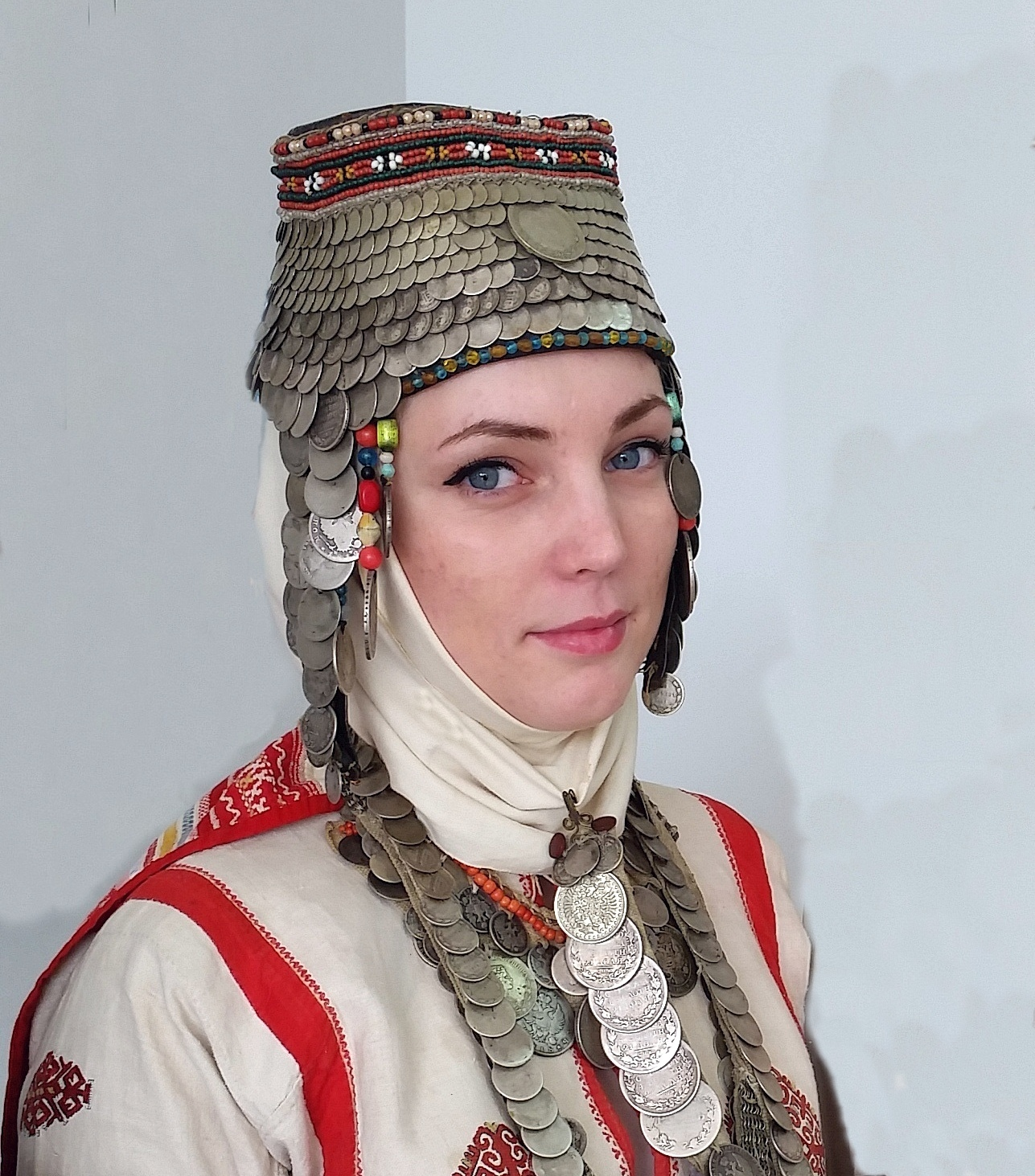
Eine Tschuwasch-Frau trägt eine traditionelle Kopfbedeckung

Die Tschuwaschen (tschuwaschisch: чăваш/čăvaš sg., чăвашсем/čăvašsem pl.) sind ein turkstämmiges Volk Osteuropas. Sie bilden heute mit etwa 1,7 Millionen Zugehörigen eine Sondergruppe innerhalb der Turkvölker. Sie gelten im Allgemeinen als Nachfahren der als Onoguren bezeichneten Wolgabulgaren.

## Geographische Verteilung
| Fahne            | Republik / Oblast | Anteil an der Gesamtbevölkerung (Stand 2010) |
| ---------------- | ----------------- | -------------------------------------------- |
| Tschuwaschien    | Tschuwaschien     | 67,7 % (814.750)                             |
| Tatarstan        | Tatarstan         | 3,1 % (116.252)                              |
| Baschkortostan   | Baschkortostan    | 2,7 % (107.450)                              |
| Oblast Uljanowsk | Oblast Uljanowsk  | 7,7 % (94.970)                               |
| Oblast Samara    | Oblast Samara     | 2,7 % (84.105)                               |

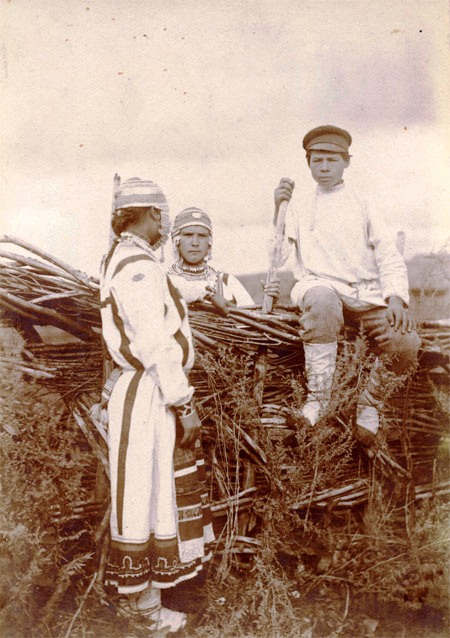
Tschuwaschen am Hof   mit traditionellen Trachten

Die Hälfte der Tschuwaschen lebt in der Republik Tschuwaschien, einer Teilrepublik der Russischen Föderation. Dort stellen sie 67,7 Prozent der 1,6 Millionen Einwohner. In anderen russischen Teilrepubliken und administrativen Gebieten der Mittleren Wolga und des Ural-Vorlandes stellen sie lediglich Minderheiten. So sind etwa 3,1 Prozent der Bewohner Tatarstans Tschuwaschen (Stand 2010).
Weitere erwähnenswerte Minderheiten finden sich in Moskau, wo rund 14.300 Tschuwaschen leben, sowie in den Oblasten Tjumen, Kemerowo und Orenburg. Außerhalb Russlands gibt es weitere tschuwaschische Minderheiten in der Ukraine (vor allem in ostukrainischen Oblasten wie Donezk und Lugansk) und in Kasachstan (vor allem im Gebiet Qaraghandy).

## Ethnische Herkunft und Geschichte
Die Tschuwaschen können unter anderem als Nachfahren der Wolgabulgaren angesehen werden. Gleichzeitig haben sie in ihrer traditionellen Kultur viele Gemeinsamkeiten mit den eine wolgafinnische Sprache sprechenden Mari (Tschermissen) und anderen Bevölkerungsgruppen der Wolga-Ural-Region.

## Ethnische Einteilung der Tschuwaschen
Die ältere Ethnologie unterteilte die Tschuwaschen nach sprachlichen und kulturellen Gesichtspunkten in zwei Territorialgruppen. Die Wirjalen lebten in Bezug auf den Lauf der Wolga stromaufwärts (weiter „oben“) im nördlichen und westlichen Teil der heutigen Republik Tschuwaschien. Die Anatri lebten in Bezug auf die Wolga mehr stromabwärts. Zu ihnen gehörten die Bewohner im Süden der heutigen Republik und in den weiter südlich und östlich liegenden Gebieten (Oblast Uljanowsk, Samara) und Republiken (Tatarstan, Baschkortostan). Die postsowjetische russische Ethnologie benennt die Anat Jenschi als die drittgrößte Gruppe der Tschuwaschen, die eine Art Übergang zwischen den Wirjalen und Anatri darstellt. Als ihre Wohngebiete werden der Osten und die zentralen Gebiete der heutigen Republik Tschuwaschien angegeben.

## Sprache
Die tschuwaschische Sprache wird seit dem 18. Jahrhundert in kyrillischer Schrift geschrieben. Sie ist von den finnougrischen Sprachen beeinflusst und nimmt auf Grund ihrer lautlichen Struktur eine Sonderstellung unter den Turksprachen ein.

## Religionen

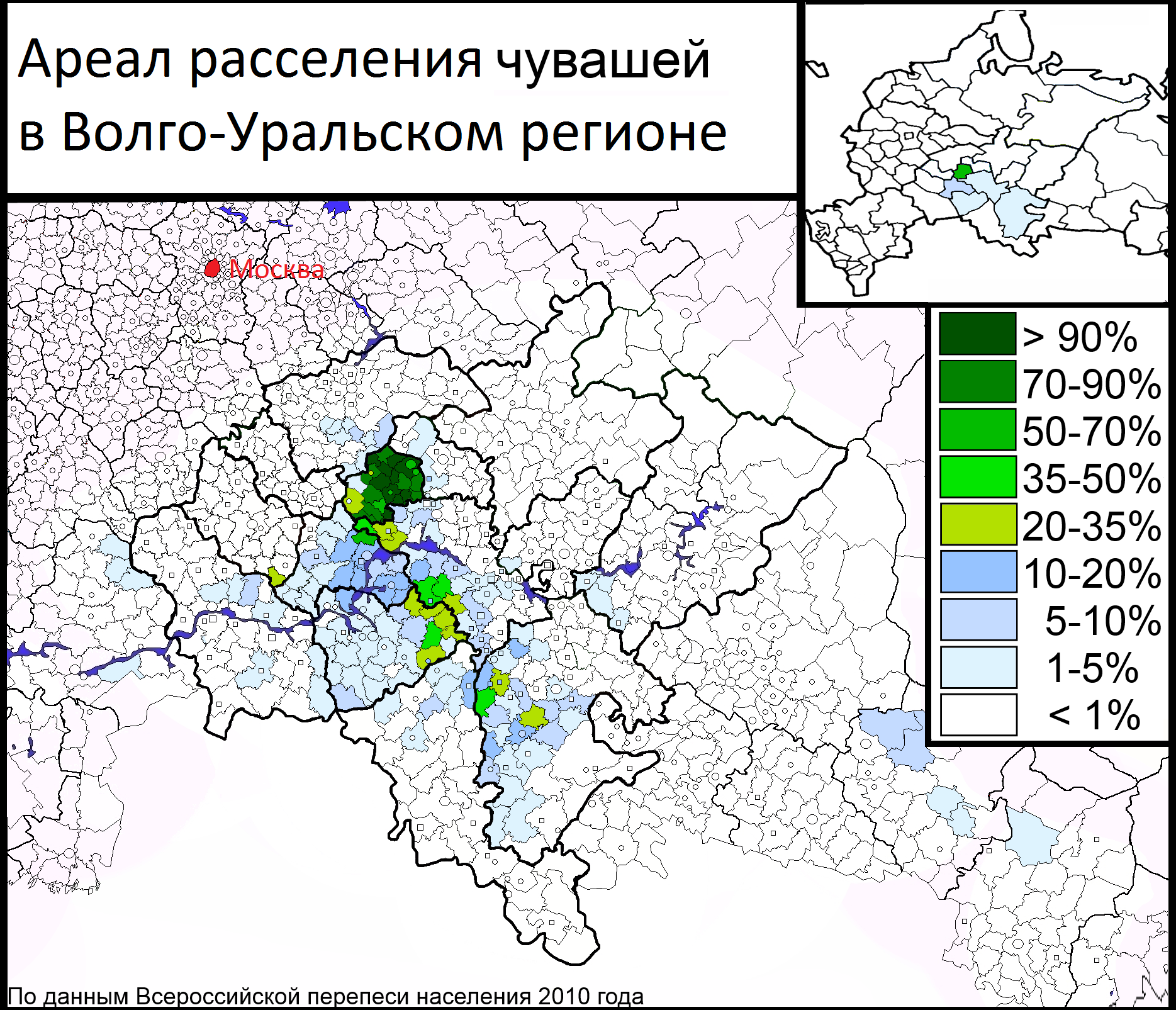
Anteil tschuwaschischer Bevölkerung in Russland nach Regionen (Volkszählung 2010), bei über 1 %

Im Gegensatz zu fast allen anderen Turkvölkern waren die meisten Tschuwaschen schon im 18. Jahrhundert russisch-orthodox. Elemente der animistischen Ethnoreligion der Tschuwaschen haben sich in veränderter und reduzierter Form bis heute erhalten. Einige tschuwaschische Nationalisten bemühen sich seit den 1990er Jahren mit einigem Erfolg um die Wiederbelebung und Erneuerung des Heidentums.
Islamische, jüdische und auch altiranische Einflüsse finden sich in Götternamen, den Bezeichnungen von Wochentagen und einzelnen traditionellen Ritualen wieder. Übertritte von größeren Gruppen und einzelnen Personen zum Islam gab es seit vielen Jahrhunderten bis heute. Oft führten sie auch zu einem Sprach- und Kulturwechsel hin zu den Wolga-Tataren. Seit dem Anfang des 20. Jahrhunderts übten atheistische Vorstellungen und in den letzten Jahren auch esoterische Konzepte einen wichtigen Einfluss aus. Heute dürften dennoch 80–90 Prozent der Tschuwaschen christlich getauft sein. Dies ist jedoch nicht mit einer aktiven religiösen Haltung und Praxis gleichzusetzen. Die Zahl der aktiven Kirchgänger ist so gering wie im übrigen Russland und liegt nach verschiedenen Meinungen zwischen 10 und 20 Prozent.

## Geschichte
Die Tschuwaschen bildeten mit anderen Völkerschaften das Großbulgarische Reich. Dort wurden sie im 8. Jahrhundert islamisiert.
Im 13. Jahrhundert wurden sie von den Mongolen unterworfen und gehörten von 1237 bis 1502 zum Reich der Goldenen Horde und im Anschluss daran zum Khanat Kasan. 1552 unterstellten sich die Tschuwaschen freiwillig dem Schutz des russischen Zaren, der daraufhin das Khanat Kasan zerschlug und es in sein Reich eingliederte.
Im 17. / 18. Jahrhundert konvertierten die meisten Tschuwaschen zum orthodoxen Christentum, da sie der Meinung waren, als Christen von den russischen Behörden nun besser behandelt zu werden.
1920 wurde die Tschuwaschische Autonome Oblast, 1924 die Tschuwaschische ASSR im Rahmen der Russischen Föderativen Sowjetrepublik errichtet.
Nach dem Zerfall der Sowjetunion wurden einige nationale Organisationen begründet, die eine Förderung der tschuwaschischen Sprache und Kultur sowie eine Neuinterpretation der Geschichte der Tschuwaschen anstrebten. Bei der ersten Präsidentenwahl im Jahr erreichte ihr wichtigster Vertreter Atner Chusangai fast die Hälfte der abgegebenen Stimmen, was nicht ausreichte. Danach gingen die Aktivitäten und die Popularität der nationalen Organisationen schnell zurück und sie spielen heute keine große Rolle mehr. Die Tschuwaschen sind heute in ihrer ethnischen Identität gefährdet und die sprachliche Russifizierung nimmt ständig zu. Ab 1989 kam es mit dem beginnenden Zerfall der Sowjetunion zu einer nationalen Rückbesinnung der Tschuwaschen und es entstanden zahlreiche Bürgerbewegungen, die zum Teil heftig mit den Unabhängigkeitsbewegungen der Tataren und Baschkiren im Streit lagen. Am bekanntesten war die nationalistische Bewegung Bolgarı Cedıd (Neue Bolgaren), die wollte, dass sich nun auch wieder die Tataren als „Bolgaren“ betrachteten und sich auf ihre Rolle vor der mongolischen Eroberung rückbesannen.
Auch begannen sich die Tschuwaschen wieder bewusst als „Türken“ zu empfinden. Aus der Bewegung „Bolgarı Cedıd“ bildeten sich in der Folgezeit die pan-türkischen Parteien bzw. Vereinigungen:
1. „National-Demokratische Front Tschuwaschiens“
2. „tschuwaschisches soziales Kulturzentrum“Gebäude des Tschuwaschischen Nationalkongresses in Tscheboksary

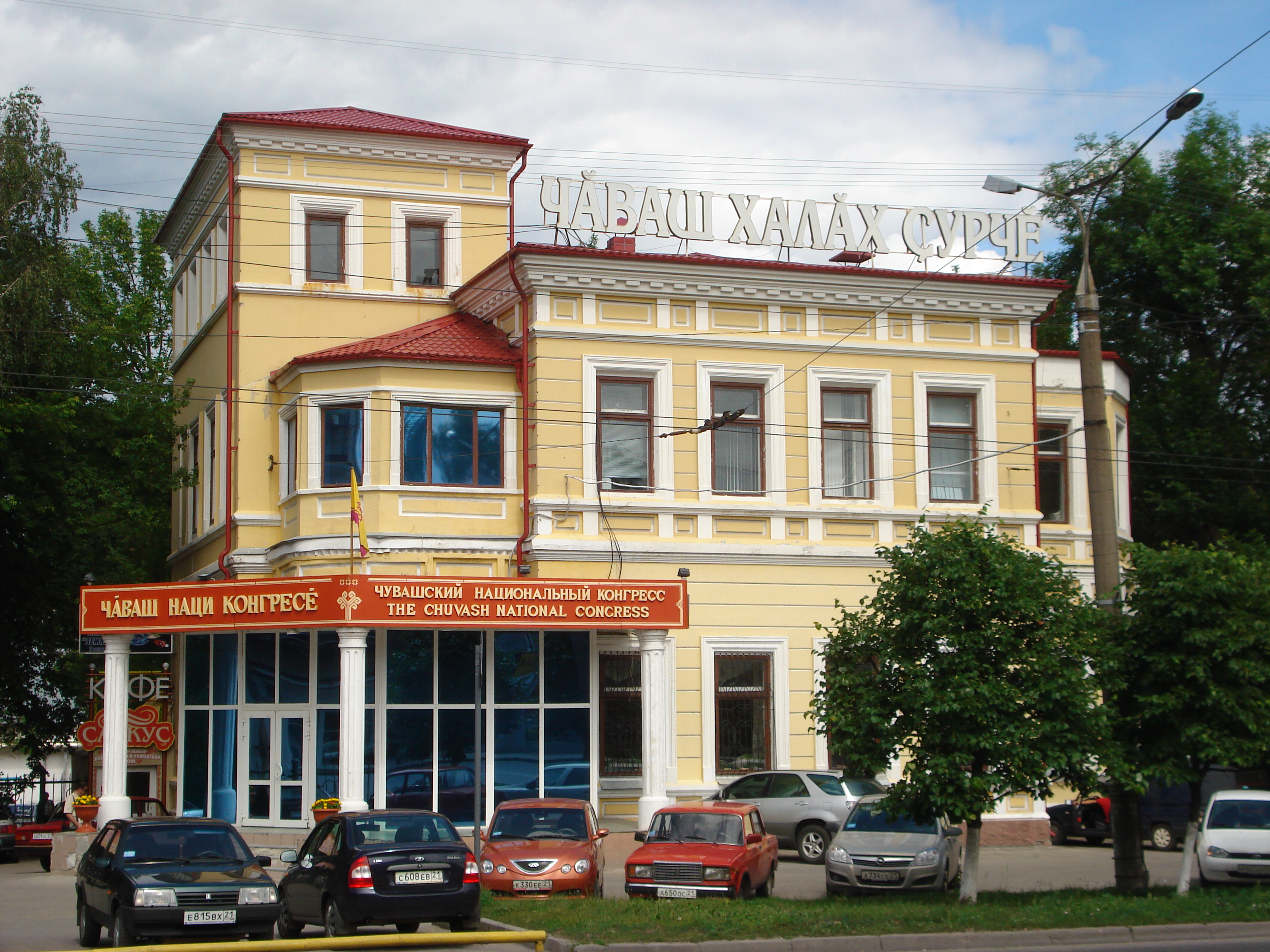
Gebäude des Tschuwaschischen Nationalkongresses in Tscheboksary

3. „Versammlung der türkischen Völker“

Die obengenannten Parteien und Bewegungen werden aktiv von der Türkei unterstützt.
Dagegen steht die „Tschuwaschische Volkspartei“, die einen betont eigenständigen Weg geht. Sie sieht sich selbst als wahren Erben der Bürgerbewegung „Bolgarı Cedıd“ an.
Alle tschuwaschischen Bürgerbewegungen und Parteien entsenden ihre Jugendverbände zu Versammlungen der von der Türkei veranstalteten „Union der türkischen Welt-Jugend“ (tr. Türk Dünyası Gençler „Birliği“) und ihrer Kongresse.
Zum Zeitpunkt des 1. Januar 2009 gab es in Russland 79 tschuwaschische Kulturverbände.

## Galerie

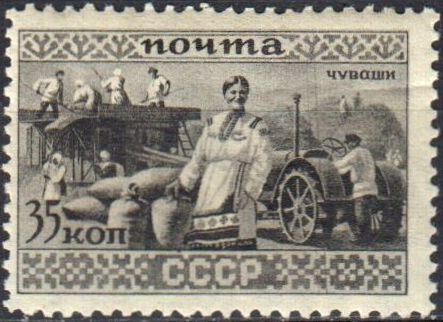
Tschuwaschen auf einer sowjetischen Briefmarke aus dem Jahr 1933